# Bryoptera leprosata
Bryoptera leprosata är en fjärilsart som beskrevs av Achille Guenée 1857. Bryoptera leprosata ingår i släktet Bryoptera och familjen mätare. Inga underarter finns listade i Catalogue of Life.